# (18114) Rosenbush
(18114) Rosenbush (2000 NN19) – planetoida z pasa głównego asteroid okrążająca Słońce w ciągu 4,16 lat w średniej odległości 2,58 j.a. Odkryta 5 lipca 2000 roku.